# Patrick Carpentier

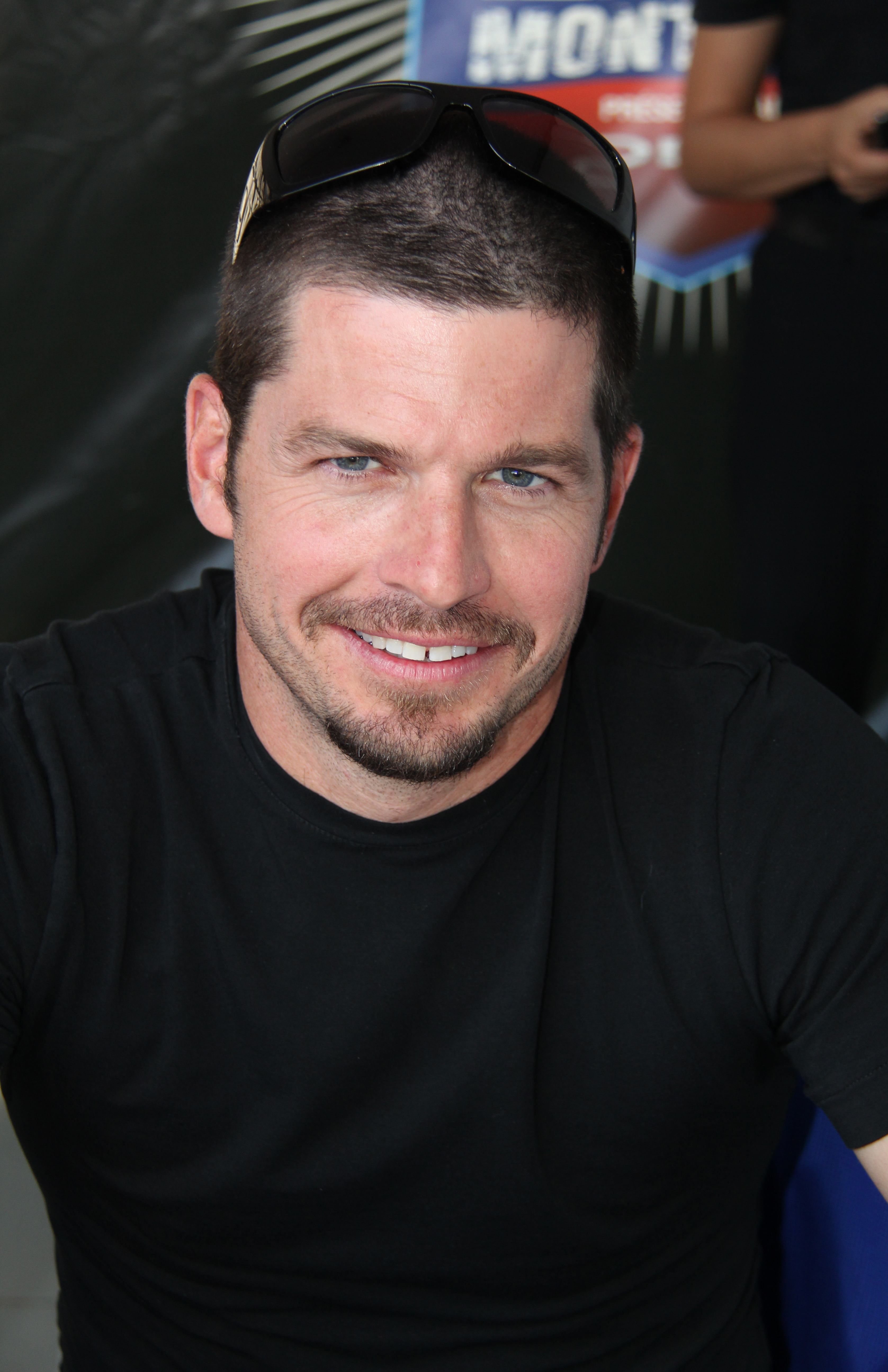
Patrick Carpentier fotografiado en 2011

Patrick Carpentier (13 de agosto de 1971, LaSalle, Quebec, Canadá) es un piloto de automovilismo de velocidad canadiense que se destacó en la serie CART, donde logró cinco victorias y 22 podios. Resultó tercero en las temporadas 2002 y 2004, quinto en 2003, y décimo en 2001. También obtuvo dos podios en la IndyCar Series 2005, finalizando décimo en el campeonato. Por otra parte, obtuvo el segundo lugar en las 24 Horas de Daytona de 2007, y consiguió dos segundos puestos y un quinto en la NASCAR Nationwide Series.

## Inicios en el automovilismo
Luego de competir en monoplazas en Canadá, Carpentier corrió cinco fechas de la Fórmula Atlantic estadounidense en 1992, logrando una victoria y tres podios. En 1994 logró nuevamente un triunfos y tres podios, así como un sexto puesto en una carrera de la Indy Lights.
El canadiense consiguió dos triunfos y cuatro podios en la Fórmula Atlantic 1995, terminando así tercero en el campeonato. En 1996 venció en nueve de 12 carreras, obteniendo el título de manera aplastante.

## CART (1997-2002)
A los 26 años, Carpentier debutó en la serie CART en 1997 con el equipo Bettenhausen. Logró un segundo lugar en Gateway, un octavo, un noveno y dos duodécimos, obteniendo así 27 puntos que lo colocaron 17.º en el campeonato. Superó en puntos a Gualter Salles y Dario Franchitti, por lo que recibió el premio a Novato del Año.
En 1998, el equipo Forsythe contrató a Carpentier como compañero de equipo de Greg Moore. Sus mejores resultados fueron un séptimo lugar, un octavo y tres novenos, en tanto que abandonó en diez de 19 carreras. Como consecuencia, quedó ubicado en la 19.ª colocación final.
El piloto resultó segundo en la fecha de Vancouver de la CART 1999. Con dos sextos puestos, un séptimo y diez resultados puntuables, quedó 13.º en el campeonato.
Carpentier obtuvo dos podios y siete top 5 en 17 carreras disputadas en 2000. Al abandonar seis veces y se ausentó en tres fechas, debió confirmarse con el 11.º puesto final.
Luego de un mal comienzo de año, el canadiense triunfó por primera vez en las 500 Millas de Míchigan. Luego resultó segundo en Chicago y tercero en Mid-Ohio y Lausitzring, pero no puntuó en la mitad de las carreras. De este modo, se ubicó décimo en la tabla general.
En 2002, Carpentier dio un salto de calidad y triunfó en Cleveland y Mid-Ohio, obteniendo además cinco podios y nueve top 5. Por tanto, se colocó tercero en el campeonato a pocos puntos del subcampeón Bruno Junqueira, aunque lejos de Cristiano da Matta y sus siete victorias.

## Champ Car e IndyCar (2003-2005)
La IndyCar atrajo a los equipos Ganassi y Andretti Green y los fabricantes de motores Honda y Toyota para la temporada 2003, siguiendo los pasos de Penske que había abandonado la CART en 2002. Forsythe permaneció en la renombrada Champ Car para enfrentarse a Newman/Haas y Rahal, contando como pilotos a Carpentier y Paul Tracy. El quebequés triunfó en Laguna Seca, llegó segundo en Mid-Ohio, tercero en Milwaukee y Montreal, y acumuló ocho top 5 en 18 carreras. De este modo, quedó quinto en el campeonato.
Carpentier siguió con Forsythe en la Champ Car 2004, donde triunfó nuevamente en Laguna Seca. Terminó segundo en Milwaukee y Montreal, tercero en Gran Premio de Toronto, y cuarto en tres carreras. Por tanto, resultó tercero en el campeonato, por detrás de Sébastien Bourdais y Junqueira, la dupla de Newman/Haas.
En 2005, el canadiense dejó la Champ Car y pasó a disputar la IndyCar con el equipo Cheever. Consiguió dos terceros lugares en Richmond y Nashville, un cuarto en Sears Point y 11 top 10 en 17 carreras. Así, el piloto finalizó la temporada en la décima colocación.

## Años finales
Cheever quedó sin su patrocinador principal en 2006, por lo que Carpentier quedó sn butaca. En enero, corrió las 24 Horas de Daytona con Cheever, donde terminó 11.º aunque abandonando antes de completada la prueba. Luego disputó las tres últimas fechas del A1 Grand Prix 2005/06 con el equipo canadiense, obteniendo un quinto puesto como mejor resultado. Más tarde compitió en la fecha de Sears Point de la Grand-Am Rolex Sports Car Series con el equipo Samax, llegando séptimo. Además, resultó sexto en una fecha de la Cascar con un Ford. 
El canadiense continuó en la Grand-Am en la temporada 2007 como piloto de Samax. Llegó segundo en las 24 Horas de Daytona, y cuarto en Homestead y Virginia. Sin embargo, sus tres ausencias y cuatro abandonos lo colocaron 35º en el campeonato de pilotos de la clase de prototipos.
También en 2007, Carpentier comenzó a competir en stock cars, al disputar tres fechas de la Copa NASCAR y tres de la NASCAR Nationwide Series. En la Nationwide llegó segundo en la fecha de Montreal al volante de un Dodge.
En 2008, el piloto corrió en 24 fechas de la Copa NASCAR con un Dodge del equipo Gillett Evernham. Obtuvo una pole position en New Hampshire, pero su mejor resultado fue 14.º en las 400 Millas de Daytona. Tuvo mejor suerte en la Nationwide, donde disputó ocho carreras también con un Dodge de Gillett: llegó segundo en Montreal y quinto en México y octavo en Las Vegas y Talladega.
El canadiense disputó seis fechas de la Coa NASCAR en 2009, seis en 2010 y una en 2011, obteniendo como mejor resultado un 11.º en Sears Point 2009 al volante de un Toyota de Michael Waltrip Racing. También corrió en la fecha de Montreal de la Nationwide entre 2009 y 2012 con Toyota, sin lograr resultados destacables.
Carpentier volvió a la IndyCar en 2011 para intentar clasificar a las 500 Millas de Indianápolis con el equipo Dragon, lo que no logró.